# Flyadeal
Flyadeal (em árabe: طيران أديل) é uma companhia aérea saudita de baixo custo com sede em Gidá. É propriedade da Saudia. A companhia aérea iniciou suas operações em 23 de setembro de 2017.

## História
Flyadeal foi fundada em 17 de abril de 2016 pela Saudia. A companhia aérea começou as operações em 23 de setembro de 2017 de Gidá para Riade.

## Frota

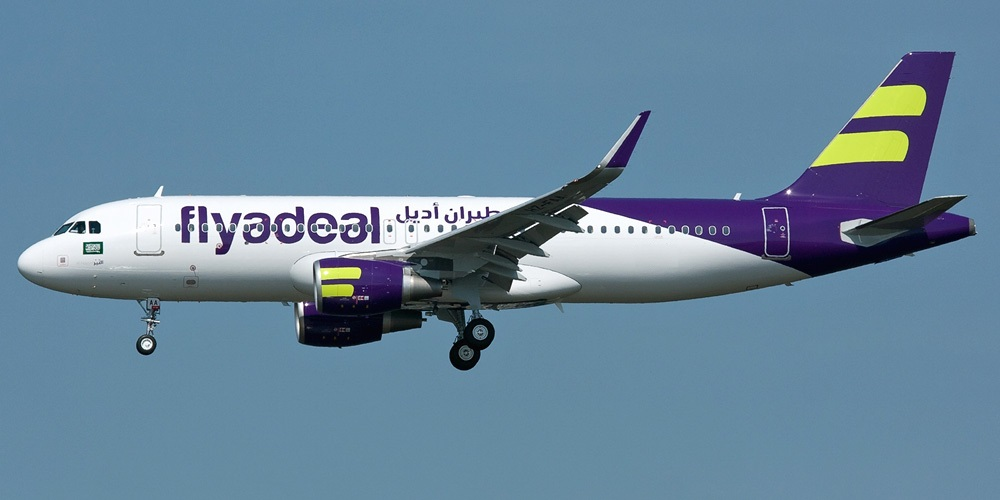
Airbus A320 da Flyadeal

A frota da Flyadeal consiste nas seguintes aeronaves (Agosto de 2021):
| Aeronaves       | Em Serviço | Ordens | Passageiros | Notas |
| --------------- | ---------- | ------ | ----------- | ----- |
| Airbus A320-200 | 11         | –      | 186         |       |
| Airbus A320neo  | 5          | 25     | 186         |       |
| Total           | 16         | 25     |             |       |